# بورترية لوكانية لليوناردو دا فنشي (لوحة)
بورتَريةَ لوكانية لليوناردو دا فنشي (بالأيطالية: Lucanian portrait of Leonardo da Vinci) هي لوحة من أواخر القرن الخامس عشر أو أوائل القرن السادس عشر عبارة عن بورترية لرجل تم اكتشافها في عام 2008 في خزانة منزل قديم في إيطاليا. إنها تشبه إلى حد كبير صورة ليوناردو دافنشي التي رسمها كريستوفانو ديلالتيسيمو الموجودة في معرض أوفيزي. اعتقد أصحابها سابقًا أن اللوحة تصور جاليليو، ولكن عند اكتشافها تم الادعاء بأنها لوحة شخصية ليوناردو دافنشي. قال أليساندرو فيزوسي، مدير متحف ليوناردو دافنشي الموجود في فينشي في عام 2011 ، إنه استبعد احتمال أن تكون أللوحة بورترية شخصية لليوناردو، لكن اللوحة «لا تزال مثيرة للاهتمام لأنها تضيف عنصرًا جديدًا إلى ألأحجية المتمثلة بشخص ليوناردو».
رسمت باستعمال تمبرا على لوح خشبي، ابعاده 60 × 40 سم، وهي تصور رجلاً في عرض ثلاثة أرباع، وله لحية طويلة ويرتدي قبعة داكنة. في عام 2019 ، تم عرضها في مدريد إلى جانب أعمال أخرى متعلقة بليوناردو. عادة ما تتواجد أللوحة في متحف الشعب القديم في لوكانيا في فاليو بازيليكاتا، في جنوب إيطاليا.
في عام 2008 ، اكتشف نيكولا بارباتيللي، مدير المتحف، اللوحة، ونسبها إلى ليوناردو، وأطلق عليها اسم بورترية لوكان ، من لوكانيا، وهو الاسم القديم لـ بازيليكاتا.  في عام 2010 ، عُقد مؤتمر شارك فيه فريق مؤلف من ديفيد بيرشاد، الأستاذ بجامعة كالغاري، وبيتر هوهنستات، أستاذ في جامعة بارما، وفيليس فيستا، أستاذ تقويم الأسنان وعلم الأمراض في جامعة دانونزيو في كييتي- قدم بيسكارا ونيكولا بارباتيللي النتائج لدعم إسناد بارباتيلي.
في عام 2017 ، رفضت جامعة مالطا الإذن بإقامة معرض كان من المفترض أن تكون لوحة بورترية لوكان محورها، مشيرةً إلى شكوك قسم تاريخ الفن في نسبتها إلى ليوناردو. لكن نيكولا بارباتيللي رفض هذا القرار، مشيرًا إلى أن الجامعة لم يكن لديها أكاديميون «لديهم خبرة كافية في هذا الموضوع».

## الأصل
تم العثور على اللوحة في عام 2008 من قبل نيكولا بارباتيللي، مدير متحف الشعب القديم في لوكانيا، في المجموعة الخاصة لعائلة أرستقراطية في أتشيرينزا، وهي قرية على نهر برادانو بالقرب من بوتينزا في بازيليكاتا. اعتقدت الأسرة، التي طلبت عدم الكشف عن هويتها، أنها صورة لجاليليو. وفقًا للبروفيسور بيتر هوهنستات من جامعة بارما، فإن أللوحة مدرجة في الصفحة 116 من كتاب «نابولي القديمة والحديثة»، (1815) الذي حرره المؤرخ أباتي دومينيكو رومانيلي، باعتباره عمل ليوناردو دا فينشي.

## الوصف

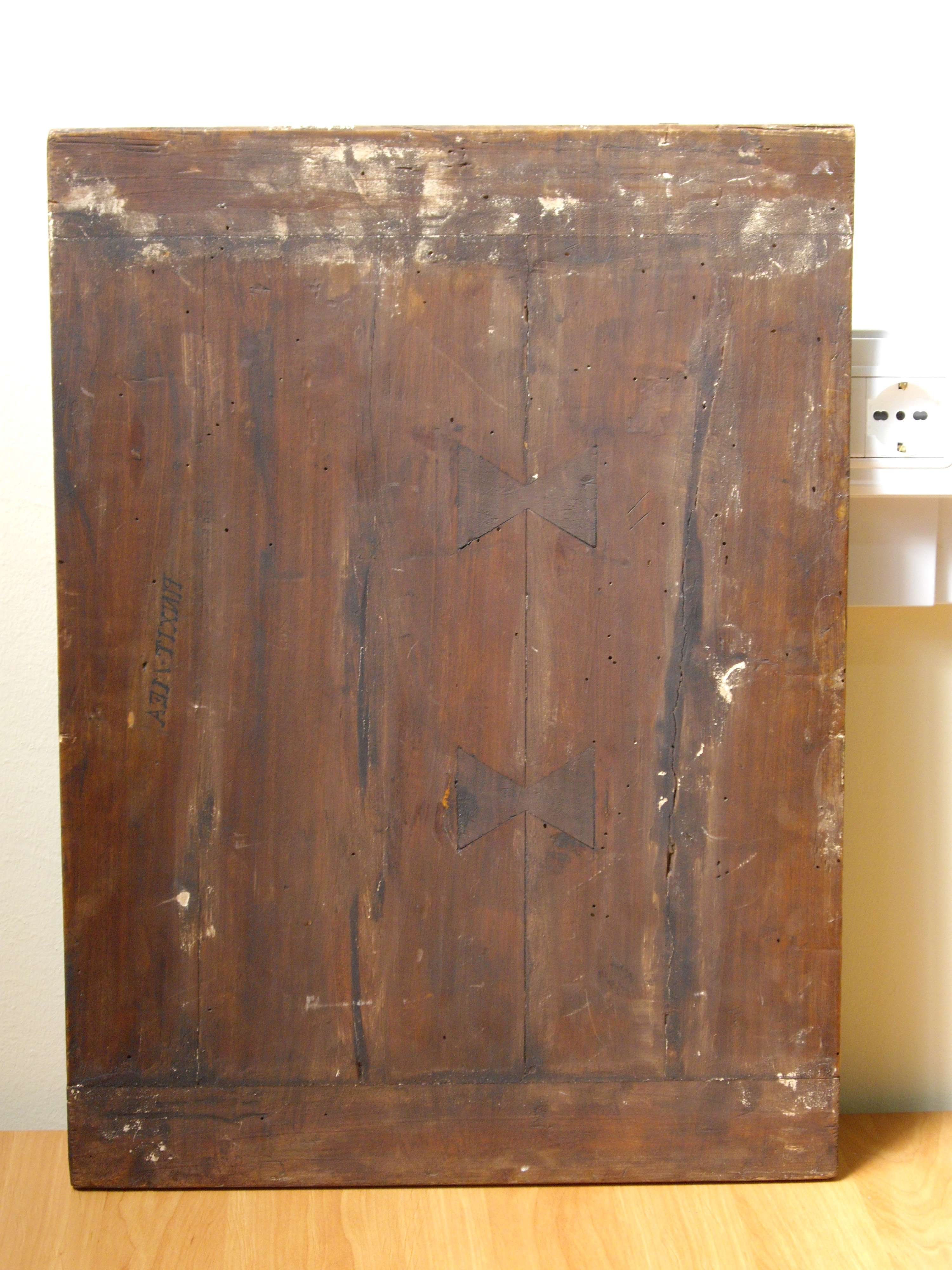
الجزء الخلفي من اللوح الخشبي التي رسمت عليها أللوحة.

أللوحة تصور رجل يرتدي ثيابًا داكنة، وقبعة سوداء بحافة مقلوبة صغيرة. جلد الرجل شاحب وعيناه زرقاوت وشعره ولحيته أشيب. تم تعيين الشكل على خلفية أحادية اللون رمادية داكنة ومضاءة بشكل ساطع من يسار الصورة، مما يضيء الجانب الأيمن من وجه ويلقي بظلاله على الجانب الأيسر. تتجه نظرة الرجل نحو المشاهد.
يعتمد نسب هذه اللوحة على أنها ليوناردو دافنشي على المقارنة مع العديد من تمثيلات الفنان بما في ذلك لوحة مشابهة جدًا في معرض أوفيزي، وبورترية رجل بالطباشير الأحمر ووبورترية الطباشير الأحمر لفرانشيسكو ميلزي في وندسور وآخرين.
تتكون اللوحة من قسمين عموديين رئيسيين من الخشب بعرض غير منتظم ومتصلان بمفصلي فراشة داخليين. توجد أقسام أفقية ضيقة من الأخشاب في أعلى وأسفل اللوحة. تحتوي هذه المقاطع على وصلات ميتري نصف متراصة للأعمدة، مرئية في مقدمة اللوحة. يوجد على الجزء الخلفي من اللوحة عبارة "PINXIT MEA". مكتوبة بأحرف رومانية كبيرة، في «كتابة معكوسة» بحيث يتم عكس النقش بأكمله وقراءته من اليمين إلى اليسار. بحيث يمتد النقش أسفل الجانب الأيسر من ظهر اللوحة، وليس عبره.
تم رسم الصورة على اللوحة باستخدام خليط من البيض والزيت كوسيط فوق أرضية من الجيسو الأبيض الذي يمكن رؤيته في المناطق المتضررة وعلى أجزاء من الجزء الخلفي من اللوحة. تسبب سطح الطلاء في تشقق الوصلة الرئيسية، وانفصل في عدة أماكن أخرى. توجد عدة مناطق خدش على سطح اللوحة، وأخطرها هو وجود خدشتين على الوجه، أحدهما يمتد من فتحة الأنف عبر زاوية العين إلى حافة قبعته، وأخرى يمتد من فتحة الأنف ألى حدقة العين.
من الواضح أن هناك بعض الطلاء الزائد المضاف على العين اليسرى والخد، وربما الفم. وتوجد هناك ريشة بيضاء ملتوية صغيرة تزين القبعة وهي إضافة واضحة. 

## التحليل

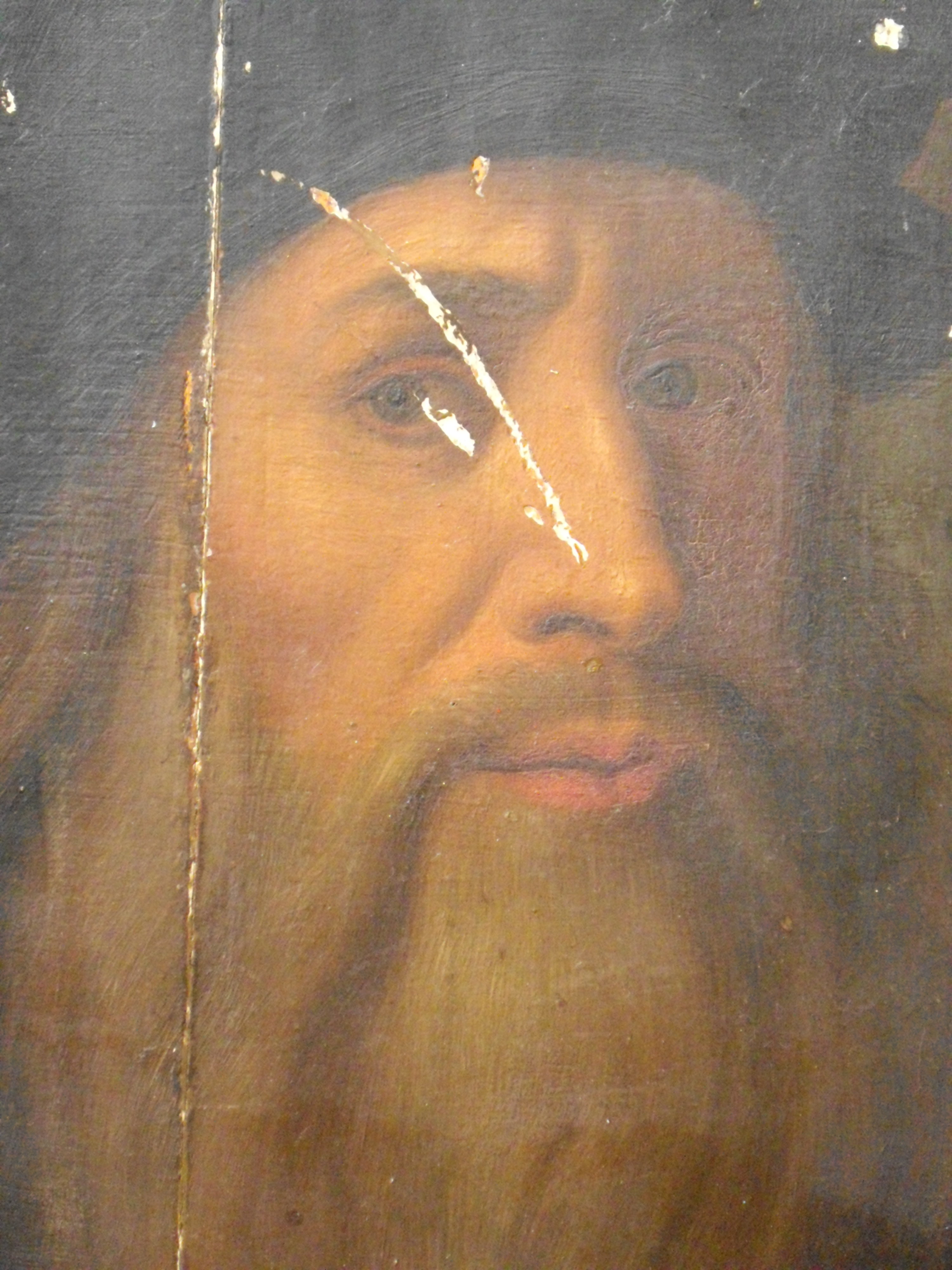
تكشف التفاصيل عن الطلاء ، والتلوين ، والتلف ، والطلاء الزائد.

عند اكتشافها من قبل نيكولا بارباتيللي، خضعت اللوحة لفحص أولي من قبل أليساندرو فيتسوسي، مدير متحف إيديال ليوناردو دافنشي في فينشي، الذي أكد أن اللوحة تبدو وكأنها من عصر النهضة. تم الإبلاغ عن فيتسوسي، في فبراير 2009 ، حيث كان يحقق فيما إذا كانت اللوحة من عمل فنان صغير من القرن السادس عشر كريستوفانو ديل التيسيمو. بحيث نفذ التيسيمو لوحات عديدة لرجال مهمين من امثال لكوزيمو الأول دي ميديشي، دوق توسكانا الأكبر، وبعضها بعد سلسلة جيوفيو، بما في ذلك ملف تعريف ليوناردو استنادًا إلى بورترية الطباشير الأحمر الموجودة في المجموعة الملكية المنسوبة إلى تلميذ ليوناردو فرانشيسكو ميلزي. في وقت لاحق رفض فيتسوسي التخمين المبكر بأن العمل كان من قبل التيسيمو. 
في فبراير 2009 ، بعد شهرين من اكتشاف اللوحة، نقلت صحيفة ذا تايمز عن فيتسوسي خطأً قوله إنه استبعد احتمال أن يكون العمل «صورة ذاتية رسمها ليوناردو بنفسه» وأن فحص النقش "PINXIT MEA" الموجود على ظهر اللوحة، أشار إلى أنها كانت «إضافة لاحقة».  قال فيتسوسي لاحقًا «نحتاج إلى معرفة التاريخ الدقيق لهذه الصورة. لقد استبعدت احتمال أننا نتعامل مع صورة ذاتية رسمها ليوناردو بنفسه. ومع ذلك، فإن أللوحة مثيرة للاهتمام لأنها تضيف عنصرًا جديدًا إلى أحجية ليوناردو. هنا صور ليوناردو على أنه رجل متوسط العمر، ذو عينين زرقاوتين.» 
منذ ذلك الوقت، تم توجيه الاهتمام والبحث إلى إثبات أن اللوحة هي عمل ليوناردو دافنشي. قام مجلس مدينة بازيليكاتا بعد ذلك بتمويل تحقيق بواسطة فريق من العلماء، كان العديد منهم من تخصصات غير متعلقة بالفن، للإبلاغ عن أي شيء يمكن اختباره إما لدعم أو رفض الإسناد إلى ليوناردو.
تم إجراء تنظيف أولي للوحة بواسطة البروفيسور جيانكارلو نابولي من جامعة سور أورسولا بينينكاسا في نابولي، وكشف عن تشقق دقيق (كراكيلور) لسطح الطلاء الذي لا يمكن استنساخه بشكل مصطنع ودعم نظرية بان اللوحة قد رسمت خلال عصر النهضة. تم إجراء مزيد من التحقيقات من قبل مجموعة من المتخصصين في مجالات مختلفة بما في ذلك مركز INNOVA ومركز CIRCE وجامعة نابولي والمجلس القومي للبحوث.
قام مركز INNOVA التابع لجامعة نابولي، برئاسة البروفيسور تيراسي، بالبحث في الخصائص الفيزيائية للرسم بما في ذلك الأرض والوسط والأصباغ، وتحديد المناطق المستعادة. أكد جايتانو دي باسكوالي من جامعة نابولي أن خشب المستخدم في اللوحة هو من خشب الـحَـوْر، وهو شائع في جميع أنحاء إيطاليا. أعطى تحليل التأريخ بالكربون المشع فرصة بنسبة 64٪ لخشب اللوحة المؤرخة بين 1459 و1523 ، مما يجعلها معاصرة لليوناردو، الذي ولد عام 1452 وتوفي عام 1519. تم فحص الأصباغ باستخدام تحليل مطيافية تشتت الطاقة بالأشعة السينية وتم إظهارها، في المناطق غير المستعادة، لتكون متوافقة مع تقدم العمر مع اللوحة ولم تظهر أي أثر للأصباغ الحديثة في المناطق غير المستعادة؛ ومع ذلك، تم الكشف عن أن الريشة قد تم دهنها باستخدام صبغة «حديثة» من التيتانيوم غير مستخدمة في أجزاء أخرى من اللوحة. 

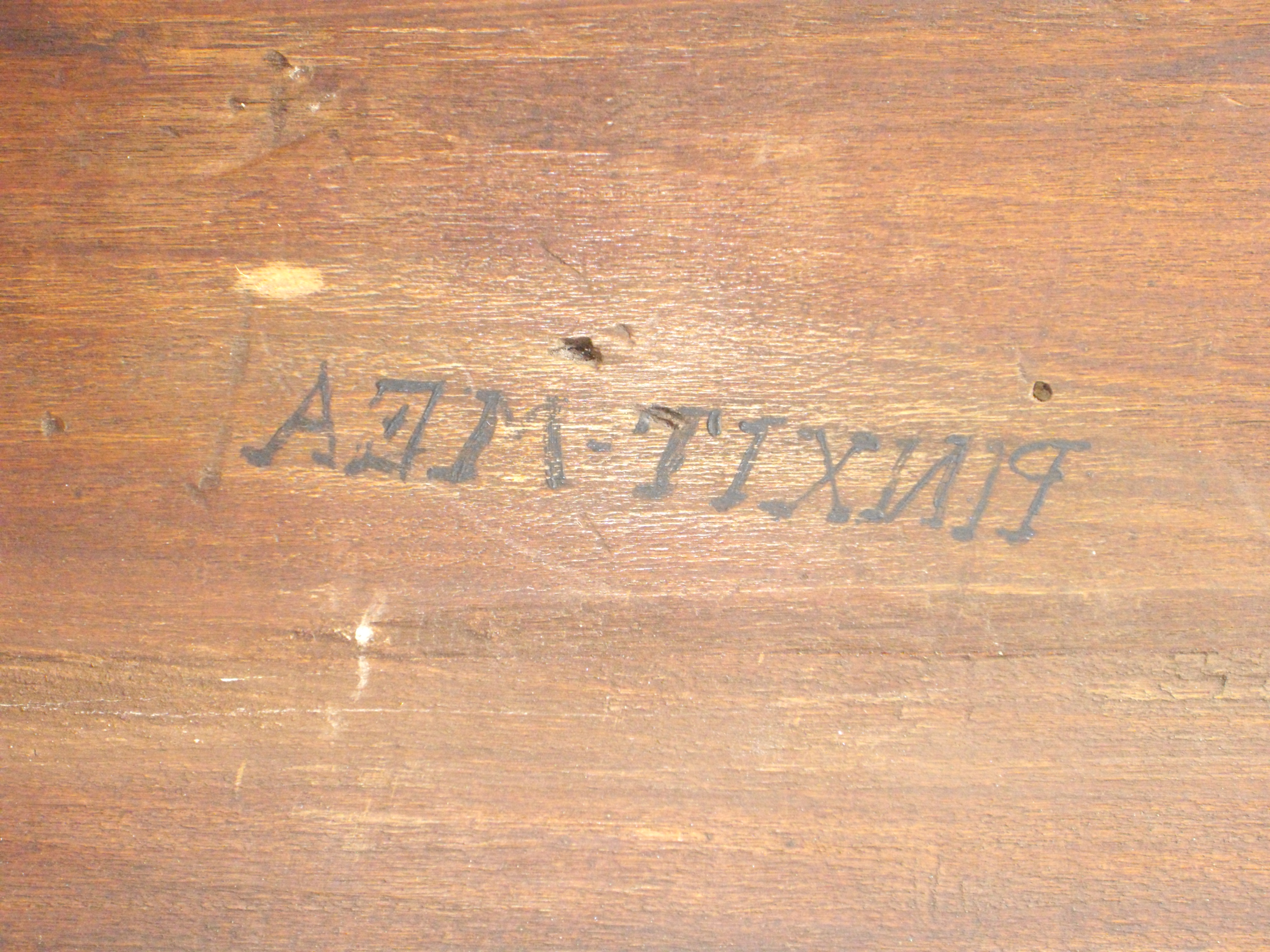
نقش المعكوس "^{PINXIT MEA}" الموجود خلف أللوحة.

تم فحص اللوحة باستخدام مجهر القوة المغناطيسية بدقة 100 ميكرومتر من قبل الدكتور هيكتور سارنو من مركز INNOVA للأبحاث لتكوين خريطة مغناطيسية للوحة وللتحقق من وجود أحرف غير مقروءة. كشف تنظيف الجزء الخلفي من اللوح النقش المعكوس "PINXIT MEA" مكتو بحبر غالى الحديد، وهو حبر شائع استخدامه من قبل ليوناردو. كشف تحليل خط اليد بواسطة عالمة الرسم البياني سيلفانا يوليانو، عن التوافق مع النص الذي استخدمه ليوناردو في المخطوطة الأطلسية. 
قام البروفيسور فيليس فيستا من جامعة دانونزيو في كييتي بيسكارا بتحليل الأنسجة الرخوة للوجه، وتطبيق الأساليب المستخدمة في جراحة الوجه. خضعت أللوحة لتحليل مفصل بالكمبيوتر والتصوير ثلاثي الأبعاد بواسطة البروفيسور أوريست كورماشوف، جامعة تالين، إستونيا؛ مع جياني جليني مهندس بمتحف متحف الشعب القديم في لوكانيا وهيلين كوك الخبيرة في التصميم الجرافيكي ثلاثي الأبعاد. تمت مقارنة الصورة ثلاثية الأبعاد المعاد إنشاؤها مع صور أخرى يُعتقد أنها تمثل ليوناردو دافنشي، بما في ذلك الطباشير الأحمر الشهير في تورين، ووبورترية الطباشير الأحمر الذي يُعتقد أنه من قبل تلميذ ليوناردو فرانشيسكو ميلزي، واللوحة المرسومة في أوفيزي وأللوحة المكتشفة مؤخرًا (2009) في نسخة من كتاب ليوناردو «الدستور الغذائي في رحلة الطيور». كان الاستنتاج أن كل الصور، باستثناء واحدة، تكشف عن وجه ممدود في الثلثين السفليين. أللوحة الوحيدة التي لم تمتثل هي «بورترية رجل بالطباشير الأحمر»، والتي اعتبرها البعض ليوناردو في سن الشيخوخة.
لويجي كاباسو، من جامعة دانونزيو في كييتي بيسكارا، والعقيد جيانفرانكو دي فولفيو من الكارابينييري. قادا تحقيقًا في ثلاث بصمات أصابع عثروا عليها في طلاء بورترية لوكان ووجدوا أن إحداها "لا لبس فيها" مع بصمة السبابة اليسرى على خرزات خشب لوحة ليوناردو "سيدة مع قاقم".

## الإسناد

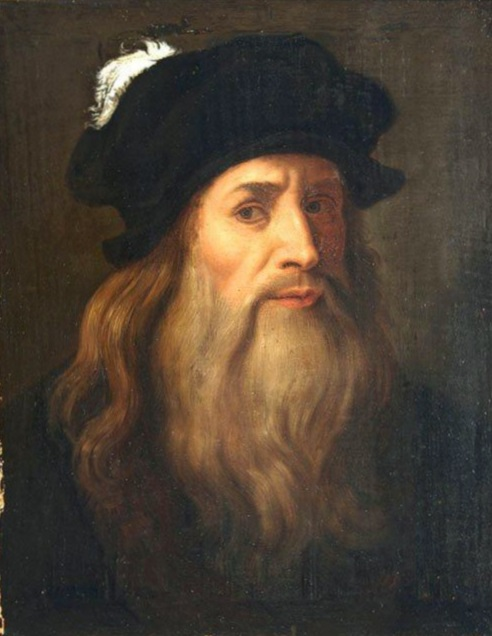
ليوناردو دافنشي

يُنسب العمل إلى ليوناردو من قبل عدد من مؤرخي الفن: امثال البروفيسور هوهنشتات بيتر (جامعة بارما)،  أليساندرو تومي (جامعة كييتي)، ماريا كريستينا باولوتسي (جامعة كييتي)، جان رويت (جامعة براغ)، ديفيد بيرشاد (جامعة كالجاري)، أوريست كورماشوف (جامعة تالين).

## معرض الصور

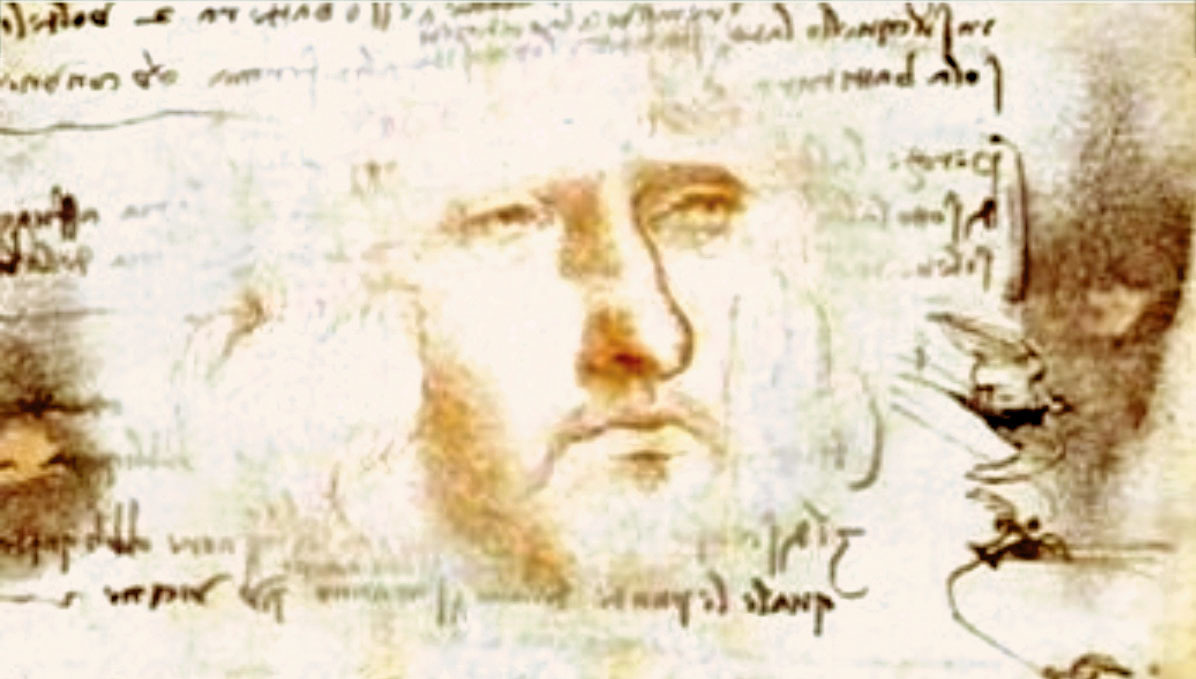
بورترية ذاتية تم اكتشافها في عام 2009 من كتاب ليوناردو الدستور الغذائي في رحلة الطيور ، تم تحسينها رقميًا لجعلها مرئية بوضوح.
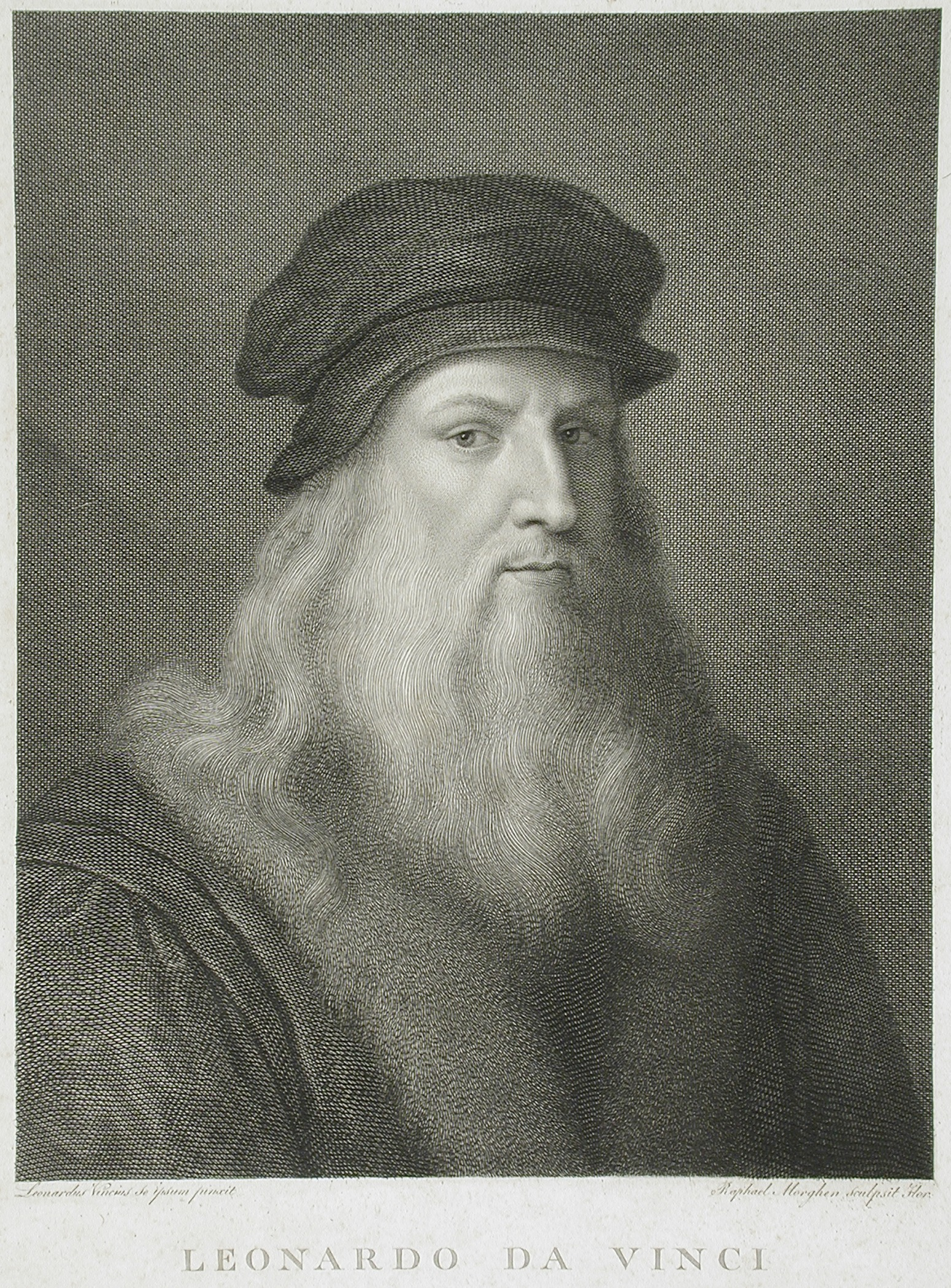
نقش بواسطو النقاش الايطالي رافايلو مورغن 1817 يصور ليوناردو.
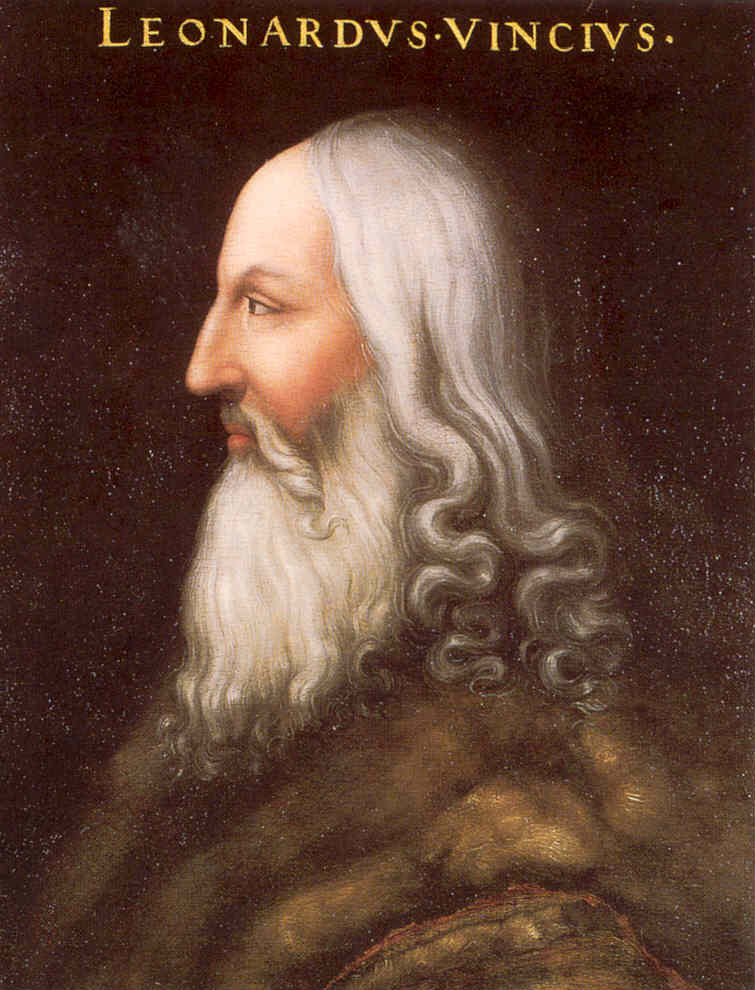
بورترية ليوناردو بعد وفاته بواسطة كريستوفانو ديلالتيسيمو بناءً على رسم ميلزي (معرض أوفيزي).
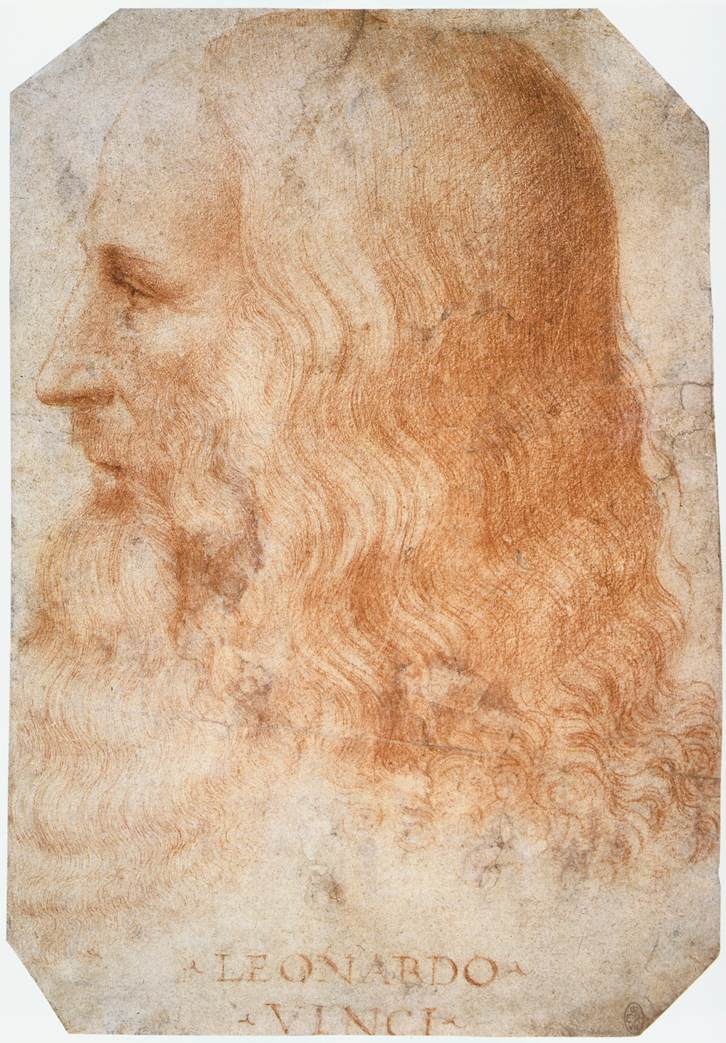
بورترية جانبية لليوناردو دافنشي بالطباشير الأحمر منسوبة إلى تلميذه فرانشيسكو ميلزي.
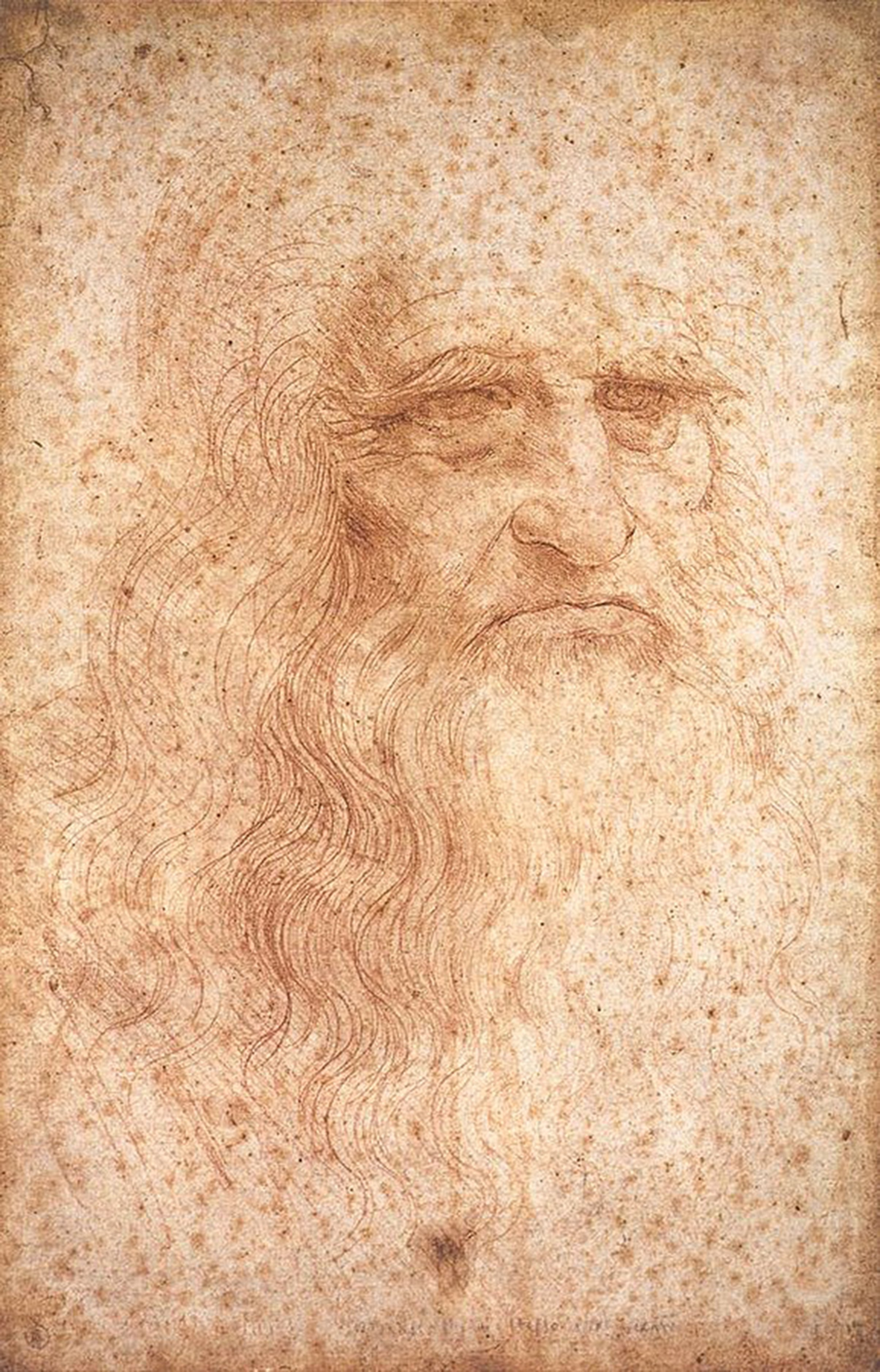
بورتَريةَ رَجُل بالطَّباشيرُ الأحْمَرُ أللوحة مقبولة على نطاق واسع ، وإن لم يكن عالميًا ، كصورة ذاتية لرسام عصر النهضة الشهير ليوناردو دافنشي.